# Ustilago striiformis
Ustilago striiformis är en svampart som först beskrevs av Westend., och fick sitt nu gällande namn av Niessl 1876. Ustilago striiformis ingår i släktet Ustilago och familjen Ustilaginaceae.   Inga underarter finns listade i Catalogue of Life.